# Ислямско изкуство
Ислямското изкуство обхваща визуалните изкуства (а някои автори включват също така литературата и сценичните изкуства) на ислямския свят – народите, обитаващи Близкия Изток и други територии, приели исляма след VII век и разпространението на исляма по света. Трудно е да се даде съдържателна дефиниция поради големия набор територии, периоди и жанрове, включващи ислямска архитектура, ислямска калиграфия, миниатюри, стъкло, керамика, текстил, бродерия.
Ислямското изкуство включва както религиозна, така и светска форма. Религиозното изкуство е застъпено в калиграфията, архитектурата и декорацията на религиозните сгради – джамиите. Светското изкуство също процъфтява, макар и подложено на критика от страна на религиозни водачи.